# Jacob van Reefsen
Jacob van Reefsen Jacobus Revius (Deventer, novembre 1586 – Leida, 15 novembre 1658) è stato un pastore protestante olandese.
Il suo nome latinizzato era Jacobus Revius, pubblicò una critica delle "Disputationes metaphysicae" (1597) di Francisco Suárez  e scrisse varie opere polemiche contro la filosofia di Cartesio, trattati di teologia e di storia.
La sua accesa polemica contro la Spagna e il papato lo fecero accusare spesso di fanatismo. Pubblicò un'unica raccolta di versi, Canti e poemi dell'Overijssel, nel 1630.
Ammiratore di Pieter Corneliszoon Hooft e Constantijn Huygens ne seguì spesso i moduli formali pur rivelando influssi francesi, per esempio di Pierre de Ronsard.

## Opere
- Suarez repurgatus sive syllabus Disputationum metaphysicarum, Lugduni, 1648.
- Methodi Cartesianæ consideratio theologica, Lugduni, 1648.
- Statera philosophiae Cartesianae, Lugduni, 1650.
- Selected Poems of Jacobus Revius, Dutch Metaphysical Poet, Detroit, Wayne State University Press, 1968.